# Prowincja Cosenza
Prowincja Cosenza (wł. Provincia di Cosenza) – prowincja we Włoszech.
Nadrzędną jednostką podziału administracyjnego jest region (tu: Kalabria), a podrzędną jest gmina.
Liczba gmin w prowincji: 155.

## Mniejszości
W prowincji Cosenza funkcjonuje duża wspólnota ludzi mówiących językiem oksytańskim. Wywodzą się oni z Waldensów, którzy przybyli do Kalabrii w XIII i XIV wieku, celem ucieczki od prześladowań religijnych. W prowincji funkcjonuje także duża mniejszość Arboreszów, czyli uchodźców z Albanii, którzy nie godzili się z prowadzoną przez Osmanów Islamizacją.

## Historia
Tereny Cosenzy w czasach przed podbojem rzymskim były miejscem osiedlenia plemienia Brucjów. Ok. V wieku p.n.e. Brucjowie zorganizowali się w państwo ze stolicą w Cosenzy - współczesnej stolicy prowincji. Miasto to zostało zajęte przez Rzymian w 204 r. p.n.e. i nazwane Cosentia. Tereny te zostały zajęte na przełomie IV i V wieku n.e. przez Wizygotów pod wodzą króla Alaryka I, a następnie przechodziły pod panowanie bizantyjskie i longobardzkie (weszły w skład Księstwa Benewentu). W 986 i 1009 roku doszło do najazdów muzułmańskich na tereny późniejszej prowincji. Król Sycylii Roger II uczynił miasto Cosenza stolicą Terra Giordana w XII wieku. Wtedy także rozpoczął się najbardziej dynamiczny rozwój miasta, aż do osiągnięcia statusu największego miasta Kalabrii. Zostało ono jednak zniszczone przez serię trzęsień ziemi, z których najsilniejsze było w 1908 roku.

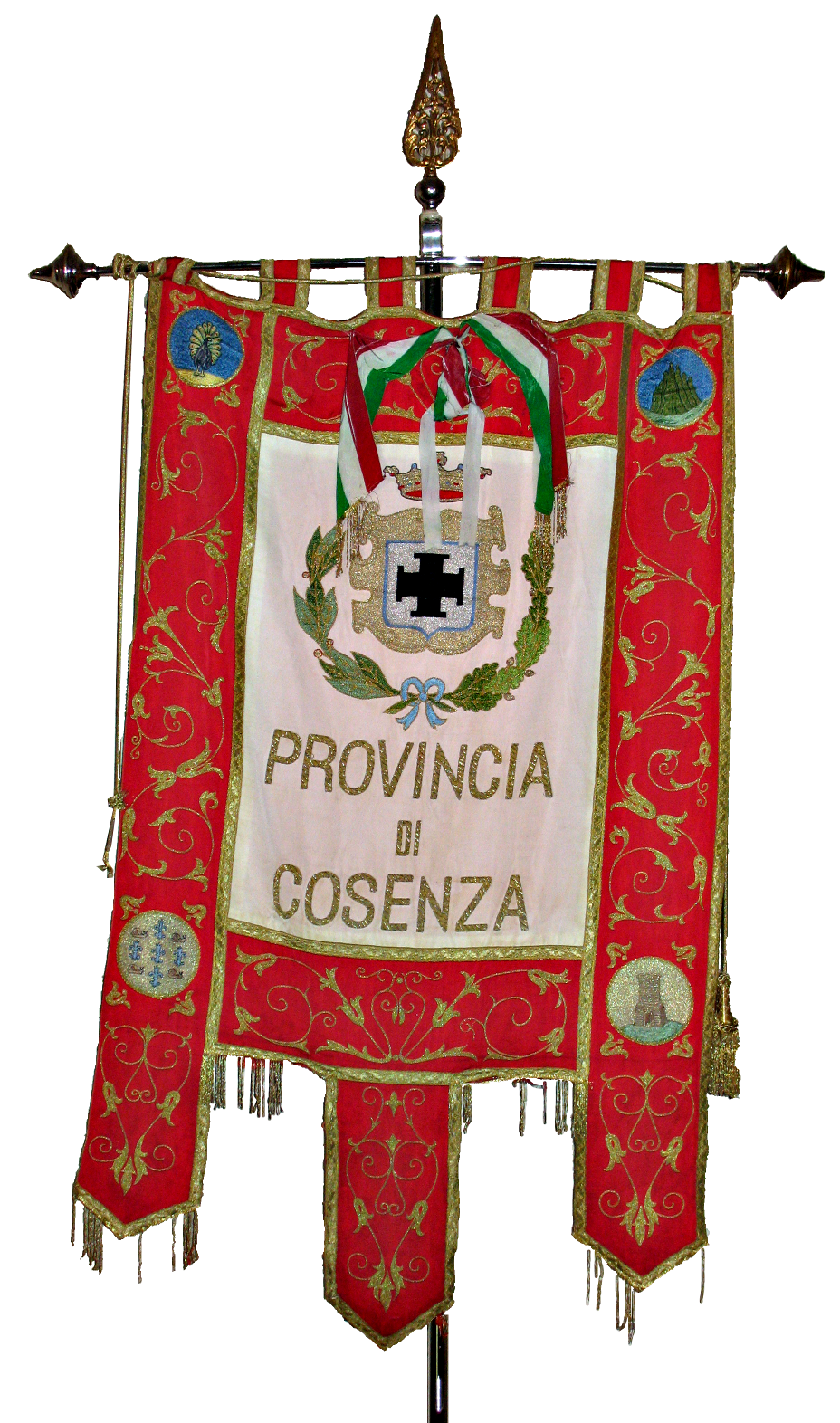
Chorągiew prowincji

## Infrastruktura
Prowincja jest istotnym węzłem komunikacyjnym - przebiegają przez nią m.in. włoska autostrada A2, oraz trasa europejska E45.

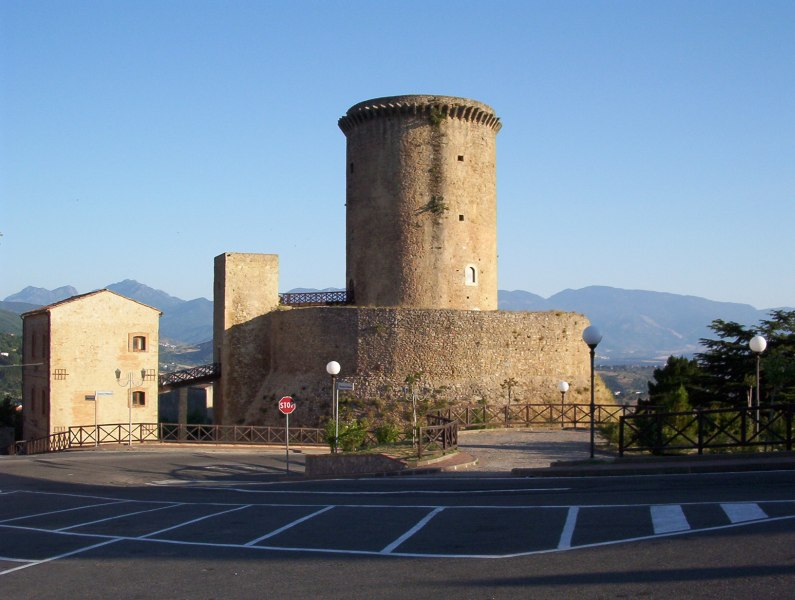
Normańska wieża w San Marco - jedna z atrakcji turystycznych prowincji.